# 317 г. пр.н.е.
317 (триста седемнадесета) година преди новата ера (пр.н.е.) е година от доюлианския (Помпилийски) римски календар.

## Събития

### В Македонската империя
- Полиперхон прави прокламация с редица обещания за свобода и възстановяване на привилегии към гръцките градове в опит да заздрави политическото си положение.[1]
- Атина, управлявана от Деметрий Фалерски, сключва договор с Касандър, според който града запазва територията си, приходите си, корабите си и т.н. в замяна на приятелство и съюз с диадоха, който запазва правото да окупира хълма Мунихия до края на войната със съперниците му.[2]
- Загубата на Атина и равнодушния отклик към прокламацията му ограничават влиянието на Полиперхон най-вече до Пелопонес, където той е зает да се бори с атакуващия Касандър.[3]
- Касандър е обявен за регент с помощта на царицата Евридика II, която има амбицията да узурпира властта.[3]
- Майката на Александър Велики и баба на наследника му Александър IV Олимпия използва отсъствието на Касандър, за да нахлуе в Македония начело на епирска армия и с подкрепата на Полиперхон, като успява да залови Евридика, нейния съпруг цар Филип III Аридей и брата на Касандар с име Никанор, като скоро след това нарежда те да бъдат убити.[3]

### В Епир
- Царят на молосите Еакид е детрониран.[4]

### В Римската република
- Консули са Гай Юний Бубулк Брут и Квинт Емилий Барбула.
- Римляните превземат Форентум в Апулия и Нерулум в Лукания.[4]

## Родени
- Стратоника I, принцеса от Древна Македония от династията Антигониди и царица на Селевкидската империя (умрял 268 г. пр.н.е.)

## Починали
- Филип III Аридей, цар на Древна Македония, цар на Азия и фараон на Египет (роден 359 г. пр.н.е.)
- Евридика II, дъщеря и съпруга на македонски царе от династията на Аргеадите
- Клит, древномакедонски адмирал, командант на флота (nauarchos) на Александър Македонски и диадох
- Пор, пенджабски раджа